# Dowód osobisty

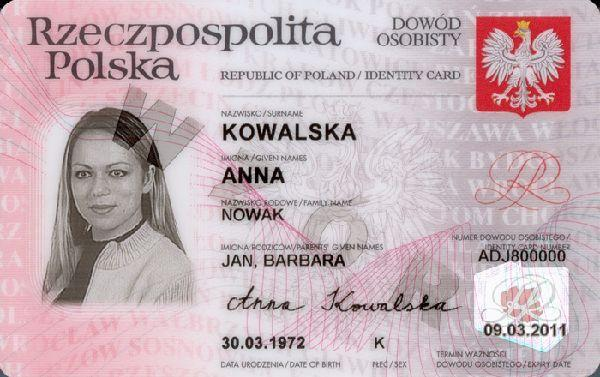
Vorderseite eines polnischen Personalausweises (2002)

Dowód osobisty (polnisch Persönlicher Nachweis [ˈdɔvut ˌɔsɔˈbʲistɨ]) ist ein nationales Ausweisdokument, das polnischen Bürgern ausgestellt wird. Jeder polnische Bürger, der mindestens 18 Jahre alt ist und dauerhaft in Polen lebt, muss einen Personalausweis besitzen, der vom örtlichen Bürgeramt ausgestellt wird. Kinder sowie polnische Bürger, die dauerhaft im Ausland leben, haben Anspruch auf einen Personalausweis, müssen diesen jedoch nicht besitzen. Personalausweise sind 10 Jahre gültig (5 Jahre für Kinder unter 12 Jahren am Ausstellungsdatum).
Auf der Vorderseite sind ein Foto des Inhabers, Nachname, Vornamen, Geburtsdatum, Staatsangehörigkeit, Kartennummer, Geschlecht und Ablaufdatum angegeben. Außerdem ist das Wappen Polens abgebildet. Darunter befindet sich die Kartenzugangsnummer. Diese Nummer ist für die Verbindung mit einem eingebetteten Mikrochip erforderlich.
Von 1919 bis 1928 wurde der Begriff „polnischer Personalausweis“ verwendet, um das für Auslandsreisen erforderliche Dokument zu beschreiben. Dies diente praktisch als De-facto-Reisepass für internationale Reisen.